# Cypringlea analecta
Cypringlea analecta là loài thực vật có hoa trong họ Cói. Loài này được (Beetle) M.T.Strong mô tả khoa học đầu tiên năm 2003.